# Germaine Tailleferre
 Der er for få eller ingen kildehenvisninger i denne artikel, hvilket er et problem. Du kan hjælpe ved at angive troværdige kilder til de påstande, som fremføres i artiklen.

Germaine Tailleferre (19. april 1892 – 7. november 1983 i Paris) var en fransk komponist. Hun har i sin musik vist spiritualitet og klangligt raffinement.
Hun har komponeret balletter, koncerter for harpe, samt sangstemmer og orkester, klavermusik, kammermusik samt sange.